# جاك كورتيس (ممثل أمريكي)
جاك كورتيس (بالإنجليزية: Jack Curtis)‏ هو ممثل أمريكي، ولد في 16 يونيو 1926 في كوينز في الولايات المتحدة، وتوفي في سبتمبر 1970 في الولايات المتحدة بسبب ذات الرئة.

## وصلات خارجية
- جاك كورتيس على موقع IMDb (الإنجليزية)
- جاك كورتيس على موقع أول موفي (الإنجليزية)
- جاك كورتيس على موقع ديسكوغز (الإنجليزية)
- جاك كورتيس على موقع قاعدة بيانات الفيلم (الإنجليزية)
- جاك كورتيس على موقع كينوبويسك (الروسية)